# Nierenpfortader
Die Nierenpfortader (Vena portalis renalis) ist ein bei Vögeln, Reptilien und Amphibien vorkommendes Blutgefäß. Sie weist zwei grundsätzliche Unterschiede zu den übrigen Pfortadern auf: Zum einen ist sie paarig. Sowohl die rechte als auch die linke Niere besitzen eine Pfortader. Zum anderen hat sie bei Vögeln eine Klappe, die den Blutfluss im Pfortaderkreislauf reguliert. Diese Klappe (Valva portalis renalis) schließt sich unter dem Einfluss von Histamin und Acetylcholin, die Öffnung erfolgt durch Adrenalin.

## Vögel
In die Nierenpfortader münden die beiden großen Venen des hinteren Körperabschnitts (Vena iliaca externa und interna). Außerdem ist die Vena coccygomesenterica (entspricht der V. mesenterica caudalis/inferior der Säugetiere) an die Pfortader angeschlossen. Bei offener Klappe fließt das Blut dieser Venen aufgrund des geringeren Strömungswiderstands direkt in die hintere Hohlvene (Vena cava caudalis).
Bei geschlossener Pfortaderklappe ist dieser direkte Abflussweg versperrt und das Blut muss durch ein zweites Kapillargebiet:
- über Stromumkehr in der Vena coccygomesenterica zur Leberpfortader und damit das Kapillargebiet der Leber
- durch das Kapillargebiet um die Nierenkanälchen und von dort über die Vena renalis in die Vena cava caudalis.

Die Pfortader dient vermutlich der Regulation der Harnsäure-Exkretion.

## Bedeutung in der Veterinärmedizin
Aus dem Vorhandensein eines zweiten Kapillarsystems in der Niere ergibt sich, dass intravenöse Injektionen bei Tieren mit einem Nierenpfortadersystem nicht in der hinteren Körperhälfte vorgenommen werden dürfen, da es durch die vergleichsweise hohe Konzentration der Substanz im Nierengewebe zu Nierenschäden kommen kann oder das Medikament bei der ersten Nierenpassage zum großen Teil ausgeschieden wird.